# Мещеряков, Виктор Петрович
Виктор Петрович Мещеряков (7 июля 1936, Мичуринск — 2011) — советский и российский литературовед. Доктор филологических наук.

## Биография
Окончил историко-филологический факультет Мичуринского педагогического института (1959), аспирантуру при Московском педагогическом институте (1964).
С 1976 до 1986 работал в Институте русской литературы (Пушкинский Дом), с 1984 — старший научный сотрудник. В 1984 в Московском педагогическом институте защитил докторскую диссертацию «А. С. Грибоедов и литературно-общественная среда (1815—1828)». С 1986 до 1994 работал в Симферопольском университете, с 1994 — в Шуйском педагогическом институте.

## Научные труды
Основные труды посвящены истории русской литературы XIX века.
- Братские школы Белоруссии (XVI ― первая половина XVII в.) / В. П. Мещеряков. — Минск: Издательство БГУ, 1977. — 55 с.
- А. С. Грибоедов : Литературное окружение и восприятие (XIX — начало XX в.). — Л., 1983. — 267 с.
- Д. В. Григорович — писатель и искусствовед. — Л., 1985. — 172 с., 1 л. портр.
- Жизнь и деяния Александра Грибоедова. — М., 1989. — 476, [2] с. — ISBN 5-270-00965-X.